# Naoki Hatta
Naoki Hatta (født 24. juni 1986) er en japansk fodboldspiller, som spiller for den japanske fodboldklub Júbilo Iwata.